# Ляньюань
Ляньюа́нь (кит. упр. 涟源, пиньинь Liányuán) — городской уезд городского округа Лоуди провинции Хунань (КНР).

## История
16 февраля 1952 года на стыке уездов Аньхуа, Шаоян, Сянсян и Синьхуа был образован новый уезд Ланьтянь (蓝田县), вошедший в состав Специального района Шаоян (邵阳地区). 15 июля 1952 года уезд Ланьтянь был переименован в Ляньюань (涟源县).
9 июля 1961 года урбанизированная часть уезда Ляньюань была выделена в отдельный город Лоуди (娄底市), но 20 октября 1962 года это решение было отменено.
В 1970 году Специальный район Шаоян был переименован в Округ Шаоян (邵阳地区).
Постановлением Госсовета КНР от 29 сентября 1977 года северная часть Округа Шаоян была выделена в отдельный Округ Ляньюань (涟源地区); власти нового округа разместились в посёлке Ланьтянь уезда Ляньюань. В 1978 году власти округа Ляньюань переехали в посёлок Лоуди того же уезда. В июле 1980 года посёлок Лоуди с окрестностями был выделен из уезда Ляньюань в отдельный городской уезд Лоуди (娄底市).
Постановлением Госсовета КНР от 11 декабря 1982 года Округ Ляньюань был переименован в Округ Лоуди (娄底地区).
10 июня 1987 года уезд Ляньюань был преобразован в городской уезд.
Постановлением Госсовета КНР от 20 января 1999 года округ Лоуди был преобразован в городской округ.

## Административное деление
Городской уезд делится на 1 уличный комитет, 17 посёлков и 2 волости.